# Hjalmar Lundbohm

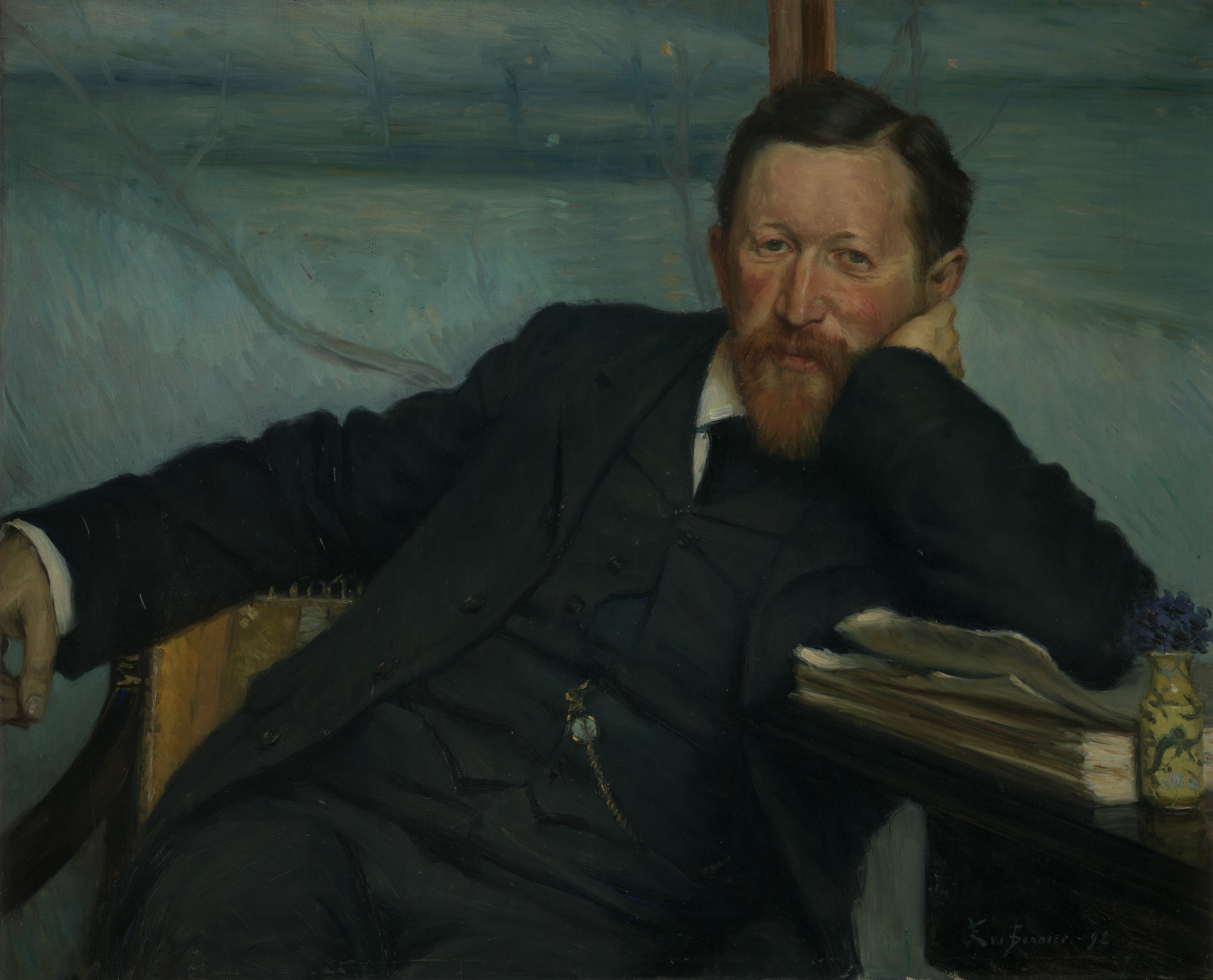
Hjalmar Lundbohm av Eva Bonnier 1892.

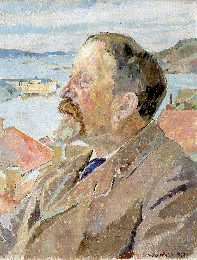
Hjalmar Lundbohm av Carl Wilhelmson.

Johan Olof Hjalmar Lundbohm, född 25 april 1855 i Ödeborgs socken, Älvsborgs län, död 4 april 1926 i Fritsla församling, Älvsborgs län, var en svensk geolog, kemist, företagsledare, mecenat och konstkännare.
Lundbom var LKAB:s förste disponent i Kiruna och bidrog starkt till utformningen av det nya samhället Kiruna. Kirunas kommunala gymnasieskola är uppkallad efter Hjalmar Lundbohm och heter följaktligen Hjalmar Lundbohmsskolan.

## Biografi
Hjalmar Lundbohm föddes den 25 april 1855 på Rubbestads gård i Ödeborgs socken i Dalsland. Han var son till kronolänsman August Ferdinand Lundbohm och prästdottern Augusta, född Hammarin, från grannsocknen Färgelanda. Lundbohm avlade examen 1877 i teknisk kemi samt väg- och vattenbyggnad vid Chalmers tekniska högskola i Göteborg. Lundbohm blev anställd som extra icke ordinarie geolog vid Sveriges Geologiska Undersökning 1879. Blev biträdande geolog där 1885 samt förordnande som ordinarie geolog åren 1887-1902.
År 1889 gjorde han sin första resa till Lappland för att som statsgeolog delta i Apatitkommissionens arbete , för att undersöka apatitförekomsterna i norra Sverige samt de geologiska förutsättningarna i Kiirunavaara och Luossavaara.
I och med att den svenska riksdagen och det norska stortinget 1898 beslutade att Malmbanan skulle förlängas från Gällivare till Narvik fick Lundbohm anställning som platschef hos Luossavaara-Kiirunavaara Aktiebolag, med placering i Kiruna. I februari 1900 utnämndes han till disponent för LKAB:s gruvverksamhet i Luossajärvi, som från den 27 april fick ortsnamnet Kiruna.
Lundbohm kom senare, inom ramen för sin disponentsyssla, även att få driftsansvaret för gruvanläggningarna i Malmberget, Grängesberg och Stråssa samt hamnanläggningarna i Luleå och Narvik, alla ingående i Trafikaktiebolaget Grängesberg-Oxelösund. Han ingick även som styrelseledamot och rådgivare i det konkurrerande Tuolluvaara Gruv AB. Han hade själv upptäckt och mutat in malmen i Tuolluvaara och detta kom att delvis lägga grunden till hans förmögenhet. Dessutom ingick Lundbohm i ett flertal andra bolagsstyrelser.
Lundbohm förkroppsligade på många sätt också skärningspunkten mellan privata gruvintressen och den samiska befolkningen. Förutom sin roll som företagsledare så blev han också en viktig person för hur relationen mellan bolaget och den samiska befolkningen utvecklades. Det gällde både i lokalsamhället som han var verksam i, men Lundbohm var också delaktig i den större diskussionen i samtiden om synen på den samiska befolkningen. Lundbohm var en tillskyndare av den dominerande synen att "lapp-skall-vara-lapp" - som innebar en tydlig särartspolitik, där samer skulle "skyddas" från civilisationens degenererande effekter på samernas "naturliga" levnadssätt.
Lundbohm befann sig ofta på resande fot och gjorde exempelvis den långa sjöresan över till USA sex gånger. Han var god vän med prinsarna Gustaf Adolf och Eugen. Hans konstintresse gjorde att han blev nära vän med tidens stora konstnärer som Anders Zorn, Carl Larsson, Bruno Liljefors, Albert Engström och Christian Eriksson men även andra kulturpersonligheter som August Strindberg, Johan Turi och Emilie Demant-Hatt, och han byggde upp en betydande konstsamling. Hans brorson var för övrigt den kända konstnären Sixten Lundbohm.
Hans umgänge och konstintresse påverkade hur hans bostad i Kiruna kom att se ut och den liknar mer konstnärshem som Zorngården och Carl Larssongården än en typisk disponentvilla. I och med Kiruna stadsomvandling flyttades 2017 Hjalmar Lundbohmsgården till Luossavaara. Mellan 2017 och 2023 var gården stängd för allmänheten men har sedan dess återöppnat med matservering som verksamhet.
År 1920, när Hjalmar Lundbohm fyllde 65 år, lämnade han arbetet som disponent i Kiruna och pensionerade sig. Den 6 oktober samma år lämnade han samhället Kiruna och tillsammans med sina goda vänner prins Eugen och kronprins Gustaf Adolf samt adjutant Hugo Cederschiöld reste han runt i länderna runt Medelhavet, och återkom till Sverige först ett år senare.
Den 2 april 1926 drabbades Hjalmar Lundbohm av ett slaganfall och blev medvetslös. Han vaknade aldrig upp ur detta tillstånd utan avled två dagar senare, på påskdagen, i sin brors hem i Fritsla.
Han jordfästes under en begravningsakt den 10 april 1926 i Hedvig Eleonora kyrka i Stockholm. Därefter transporterades kistan vidare till Kiruna dit den anlände med en specialbyggd järnvägsvagn den 12 april. Gravsättningsakten hölls i en fullsatt, blomstersmyckad Kiruna kyrka. Han är nu den ende som ligger begravd intill kyrkan.
Lundbohm blev filosofie hedersdoktor i Uppsala 1907 och ledamot av Ingenjörsvetenskapsakademien 1919. Han var ledamot av flera kommittéer, exempelvis den för längre teknisk undervisning 1907.

## Utmärkelser
- Kommendör med stora korset av Vasaorden, 28 januari 1921.[6][7]
- Kommendör av andra klassen av Nordstjärneorden, 30 november 1907.[8]
- Kommendör av andra klassen av Norska Sankt Olavs orden, 17 februari 1914.[9]